# 噴煙者

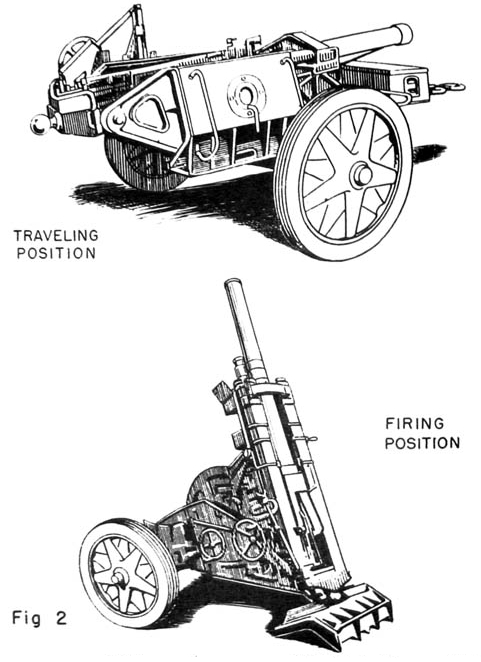
盟軍關於10公分40年式噴煙者的情報圖

噴煙者（德語：Nebelwerfer，字面上意指「煙霧發射器」）是第二次世界大戰期間德軍研發的一系列投擲式武器。雖然噴煙者中的六管火箭炮較為有名，其系列卻甚至包括迫擊炮型或安裝在汽車上。這些武器最初的開發目標是分配給德意志國防軍的煙幕兵部隊（德語：Nebeltrupp，化學兵部隊的掩護稱呼）。它們被賦予的名字：煙霧發射器其實是一種假情報，專門提供給盟軍的間諜。雖然一開始就為噴煙者研發了一種高爆彈，但其於一開始主要用於發射毒氣彈或煙霧彈。它的薄壁內其可以比迫擊炮或火炮在相同重量的情況下發射更多氣體、液體或彈藥。除了巴爾幹戰役，噴煙者參與了德軍所有的戰役。其中一款噴煙者更甚至被改為防空用。其煙霧發射器的意思也用來誤導來防止違反凡爾賽條約的國際聯盟觀測員，阻止他們發現此武器能發射煙霧彈之外的炸彈甚至是毒氣彈。

## 命名由來
噴煙者由德國王牌飛行員兼火箭工程師魯道夫·内貝爾在1935年所開發，當事人為此解釋：
|  | 我在第一次世界大戰時為一名飛行員，那時就已經發明了所謂的噴煙器。當時，我利用了這些噴煙器擊落了敵機。然後，我被禁止了繼續使用這些噴煙器。但是我已經认识到，若能确保投入提高這領域的水準，火箭研发能让我们在太空領域获得更好的發展。 |

雖然噴煙者的實際用途是作為化學兵器投射使用，但在開發的基礎構想上它是作為火箭科技的研發基礎而生。

## 武器列表

### 10公分35年式噴煙者
迫擊砲的低初速特性意味著砲彈外殼不需較大強度，在相同口徑迫砲彈可以比榴炮彈殼更薄，可在砲彈內裝填更多物質，這使它成為有效的毒氣施放工具。美國陸軍化學兵部隊基於相同理由也選擇了開發迫擊砲作為化學兵部隊的施佈戰具，煙幕兵部隊也贊同這個見解，因此在1934年設計最初的噴煙者實際上並非火箭炮，而是迫擊砲。

### 10公分40年式噴煙者
幾乎從一開始，德軍就需要比10公分35年式噴煙者更大的攻擊範圍，但直到1940年5月為止，連原型未被製造。最後製造出來的兩輛原型也不是完全滿足要求，但他們最好的特點都被納入10公分40年式噴煙者。10公分40年式噴煙者是一個有降低後座力的後裝式武器並連著一對不可分割的車輪。它有6000米的射程，將近35年式噴煙者的兩倍，但重量卻達後者的8倍，成本有近十倍之多，由1500帝國馬克大幅增至14000帝國馬克。

### 15公分41年式噴煙者
噴煙者轉為火箭的研發由20世紀20年代開始，三十年代中後期達到頂峰。這為化學部隊同時投擲大量毒氣或煙霧提供了機會。第一個交付給部隊的武器就是在1940年，法國戰役後出現的15公分41年式噴煙者。它專門設計的火箭可以攜帶氣體，煙霧或高爆彈頭。它就像幾乎所有德國火箭的設計，使用了膛線來提高準確性。一個非常不尋常的特點是，發動機放置在火箭的前面，排氣孔位於從最前端數起約三分之二處，以保證彈頭能在地面上爆炸，以提高殺傷力。事實卻證明，這極度複雜化的設計產生不了多少額外效果，因此它並沒有複製到後來的火箭設計。15公分41年式噴煙者從一個安裝在3.7厘米Pak 36的架子上的六管發射器射出6顆射程達一個範圍6900米的火箭炮。戰爭期間，近五百五十萬支15公分41年式噴煙者被製造出來。

### 28/32公分41年式噴煙者

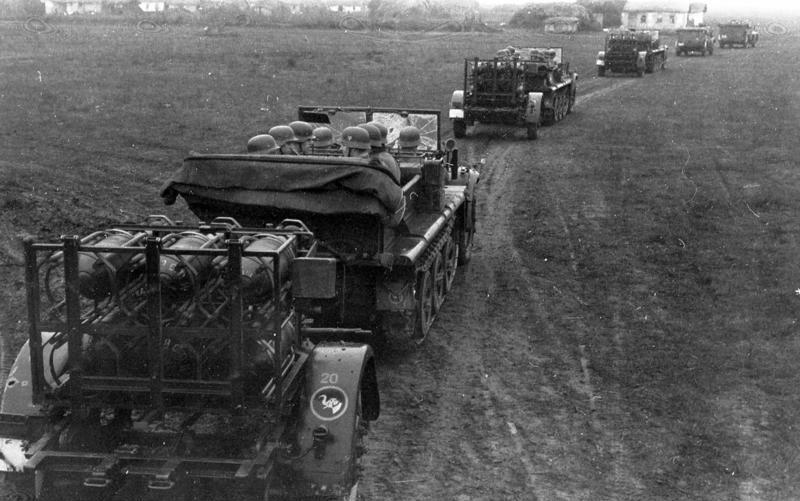
28/32公分41年式噴煙者多管火箭發射器團

28/32公分41年式噴煙者於1941年前被引進，即巴巴羅薩行動之前。雖然它們使用相同的發射器，但它們卻使用不同的彈頭。28（11英寸）火箭炮通常使用高爆性彈頭而32（13英寸）則通常是燃燒彈。兩者都只有約2,200（2,400碼）的射程，是一種極大的戰術缺點。兩者都可以從木製（德語： - 重型導彈設備）或金屬製（德語：schwere Wurfgerät 41 （sW.G. 41））框架。後來，一種可以攜帶六顆火箭彈的牽引式噴煙者被研製出來。雖然兩款火箭炮使用同樣的發射器，但某些特殊的直線式導軌必須由28公分噴煙者使用。同時，Wurfrahmen 40多管火箭炮被研發以改進這些重型多管火箭炮的機動性。它們通常裝在SdKfz 251半履帶車上，但亦有附加在雷諾UE履帶式火炮牽引車之上。這些安裝在車上的版本更有陸上斯圖卡（德語：Stuka-zu-Fuß）之稱。不計算sW.G.及sWu.R.，並700支發射器被製造出來。另外，戰爭期間亦生產了超過60萬支火箭炮。而有一萬五千支發射器在1940年前已被製造。

### 21公分42年式噴煙者

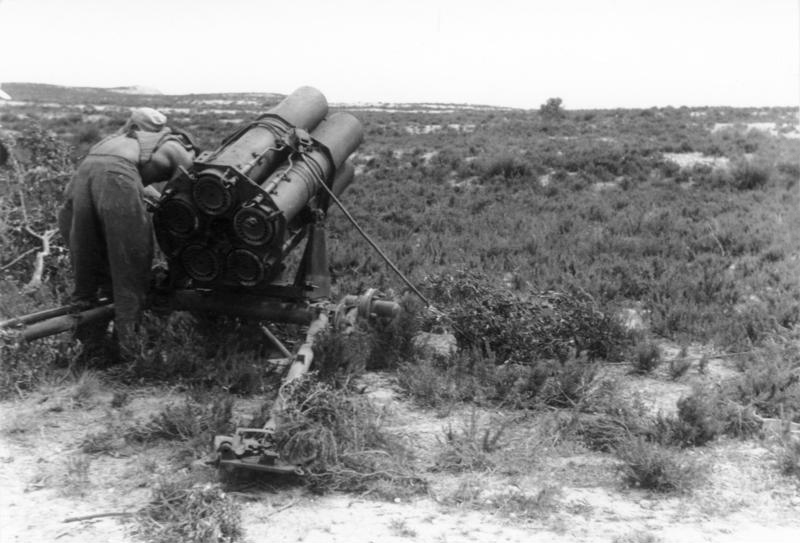
北非戰場中的21公分42年式噴煙者

21公分42年式噴煙者是於1942年推出的火箭炮，它的射程更遠，達7,850（8,580碼），而且它有一個比15公分41年式噴煙者較為簡單的設計。這個五管火箭炮相對於以前的系列，只有高爆性彈頭。其內襯的膛線讓它可以發射以前的小型15公分火箭。有些21公分42年式噴煙者被更改，讓納粹德國空軍可以用來對抗盟軍的轟炸機，即Werfer-Granate21火箭發射器。戰爭期間共生產了40萬支21公分42年式噴煙者。

### 30公分42年式噴煙者
噴煙者系列中最後一款為30公分42年式噴煙者，於1943出產。30公分42年式噴煙者的出現是用來取代28/32公分41年式噴煙者，因為它們的射程太短。同時，推進劑科學的進步減少了發射時散發出的煙霧。30公分42年式噴煙者可以發射所有噴煙者系列的彈藥，就像30公分56年式Raketenwerfer（页面存档备份，存于）一樣。二戰期間只有約20萬火箭和700支發射器被生產。

### 8公分噴煙者
8公分噴煙者

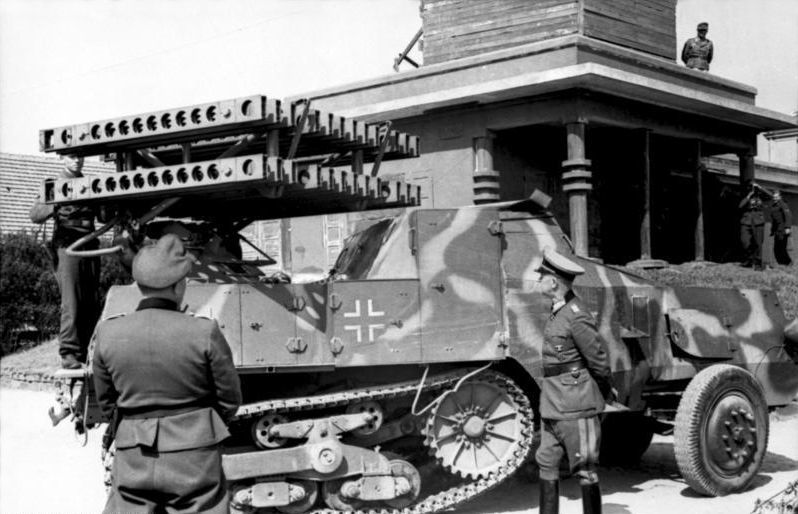
裝備8公分噴煙者的SOMUA MCG半履帶車

武裝黨衛隊計劃模仿蘇聯的卡秋莎火箭炮，因此，8公分噴煙者就此誕生。其尾翼穩定火箭相對於平常噴煙者的自旋穩定，不但更便宜，亦更容易製造比自旋穩定德國的設計。而且，8公分噴煙者更可使用較為廉價的發射軌道。這也使德國可以使用大量已捕獲的蘇聯火箭。其生產線獨立於其它的廠房，因為軍方不願將現有的廠房更改用途，因此，整場戰爭中只極少量的製成品。製成品的實際數量並不知道，但由照片所見，有的被安裝於輕裝甲版本的SdKfz 4裝甲車
與擄獲的法國SOMUA MCG半履帶車。

### 42型150公厘自走火箭炮
為了提高Nebelwefer的機動性，一個十管型15（5.9英寸）發射器被安裝在輕裝甲版本的SdKfz 4裝甲車的底盤，即Sd.Kfz. 4/1。約有三百Panzerwerfer被製造出來，其中一半為發射車組，另一半就是彈藥車（除了沒有發射品之外其實並沒有分別）。

### Werfer-Granate21火箭發射器

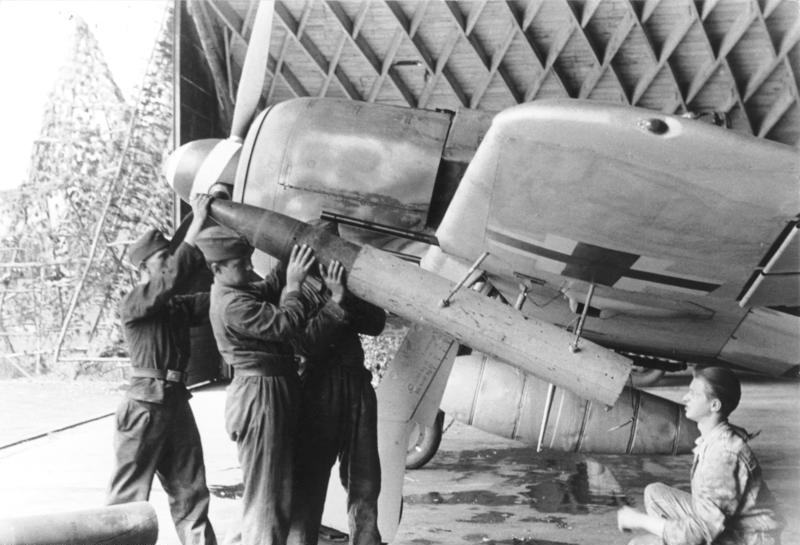
正在上彈的Fw 190戰鬥機

Werfer-Granate21火箭發射器，亦被稱為21公分BR（BR相信是官方空軍手冊中Bordrakete的縮寫）（页面存档备份，存于），是一種沒有制導系統的空對空武器，為42年式噴煙者的空用版本。Werfer-Granate21火箭發射器於1943年8月17日的雷根斯堡－施韋因富特空戰。這些Werfer-Granate21火箭發射器被安裝在Bf 109戰鬥機和Fw 190戰鬥機之上（每機翼下各一發射器）。Me 410戰鬥機與Bf 110戰鬥機則每邊兩個發射器。而部分戰時照片則指出，匈牙利人在他們的雙引擎Me 210戰鬥機的兩邊機翼各掛三個Werfer-Granate21火箭發射器。Werfer-Granate21火箭發射器用於打散盟軍轟炸機的隊型，以便提高擊落敵機的效率。但是，發射火箭炮所產生的高反作用力大幅降低了戰機的速度和機動性。然而，當轟炸機編隊中配有戰鬥機時，這些障礙可能是致命的。此外，在翼下安裝的發射管設置，相對於水平通常有約15度的上揚，以抵抗彈頭在飛行中遇到的阻力問題。

## 戰場上
當組員完成裝載彈藥和把發射器描準，他們不得不離開約10至15米，以避開排氣和火焰，並用電動開關發射火箭。但是，開火後會有一大堆煙霧飄出，引來敵方火炮的攻擊。因此，噴煙者的使用人員必須採用打帶跑的戰術。火箭響亮、刺耳的嘯聲導致美軍在入侵西西里島時給它起了綽號“尖叫Meemie”和“呻吟米妮”（英語：Screaming Meemie/Moaning Minnie）。

## 組織
一般來說，化學部隊中由六至八個迫擊炮為一組，三組為一營。牽引式的則是六個一組，三組為一營。在通常情況下，由三個營組成一個團。 兩個團為一個旅。有時，有些團會有一組六至八輛的Panzerwerfer。從1942年起，其名稱由Nebelwerfer改為Werfer。
1943年開始，Werfer作為一般擴展部分加入了武裝黨衛隊。然而他們並沒有建立比營更大的單位。他們更多時只是作為一般軍隊的對應。

## 作戰歷史
第一、二、五噴煙者營（各有三組共24支10公分35年式噴煙者）於德國入侵波蘭之前已準備完成。第一、二噴煙者營參與該場戰役而第五營則留在西歐。222炮兵團的其中一組轉而配備了10公分35年式噴煙者，並參與了挪威戰役。1940年5月，德軍另外建立了5個裝備了10公分35年式噴煙者的營。本來要建立順序一至八的八個營，但在法國戰役之時只有5個營能完成。
1940年7月，第一支15公分41年式噴煙者送達，組成了三個團，由第五十一、五十二、五十三噴煙者團各下設三個營。第五十四噴煙者團由第一及第七噴煙者營所組成。1941年4月29日，煙霧教學營（德語：Nebel-Lehr Regiment）由策勒的化學部隊學校組成。煙霧教學營有兩個營，各有15公分41年式噴煙者及10公分35年式噴煙者。而那些獨立的噴煙者營保留了他們的迫擊炮，第八營則是例外，他們在巴巴羅薩行動之前得到了火箭炮。而在得火箭炮的營與其他的區分只在於他們須加上"d."或"do."的後綴。1941年11月開始，八個"淨化營"完全配備了28/32公分41年式噴煙者（有些已在早期就取得sW.G.40和41式發射架）並重組為三個重型Werfer軍團。
1942年初，第十山地Werfer營從一零四淨化營中建立，並送往在芬蘭的第二十山地軍。1943年底，兩個在芬蘭的組組成了第十一Werfer營，其中包括曾參與挪威戰役的222炮兵團中的一組。而一組Panzerwerfer亦從德國本土前往加入。兩個營都在維堡-彼得羅扎沃茨克攻勢撤退到挪威北部。
第九噴煙者營裝備上火箭炮，然後改編為第七十一Werfer團的第一營，當年年底被送往北非。在五月投降的第二營大部分在1943年初被送到突尼斯。其餘的團則轉戰西西里島和意大利內陸的其餘戰爭。
1943年中旬開始，Panzerwerfer組作為強化加入了Werfer團。而團則作為配對加入了旅。1944年年底旅被改組為Volks-Werfer旅，雖然沒有組織性的改變。德軍共組成了總共15個Werfer或Volks-Werfer旅，另加一個陣地Werfer旅（德語：Stellungs-Werfer-Brigade）。

## 相片

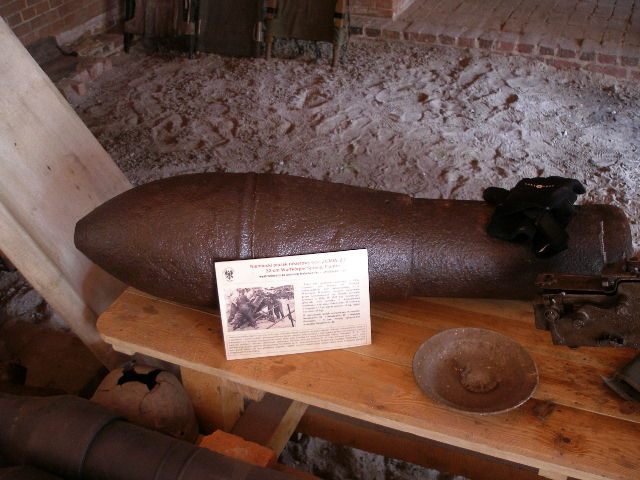
30公分42年式噴煙者
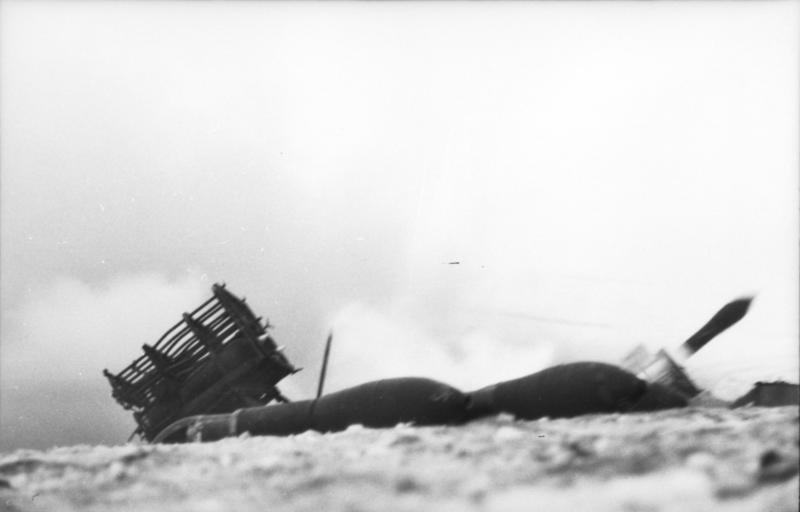
發射時的30公分42年式噴煙者
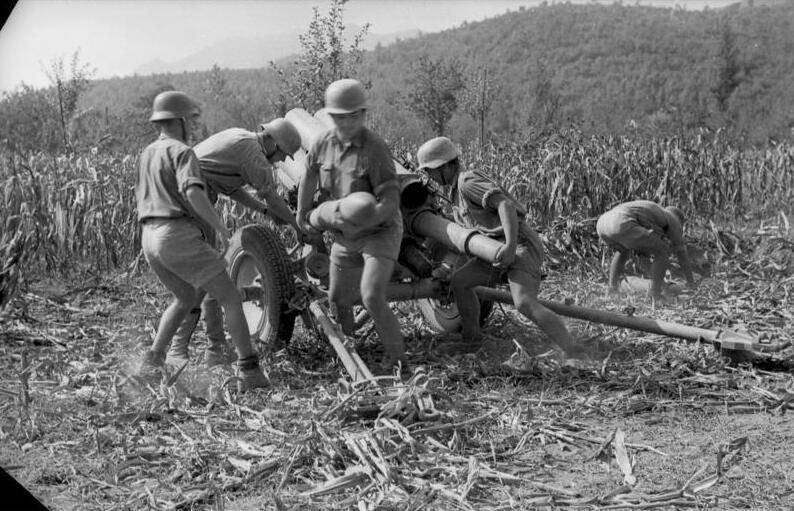
德軍在義大利為15公分41年式噴煙者上彈。
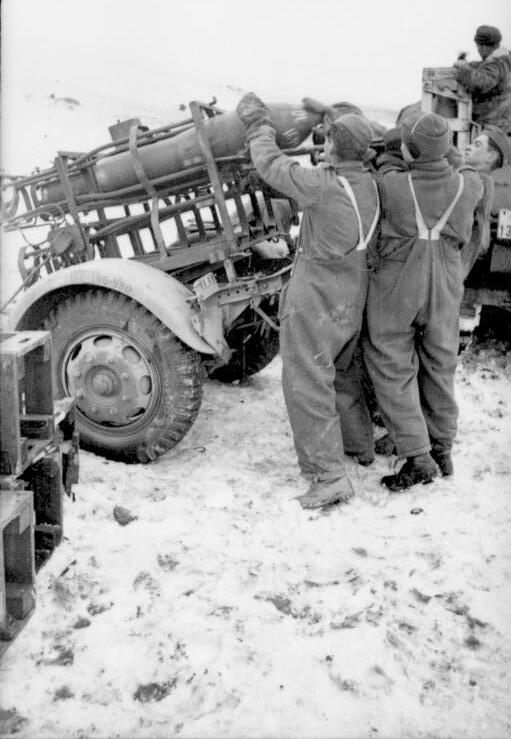
30公分42年式噴煙者
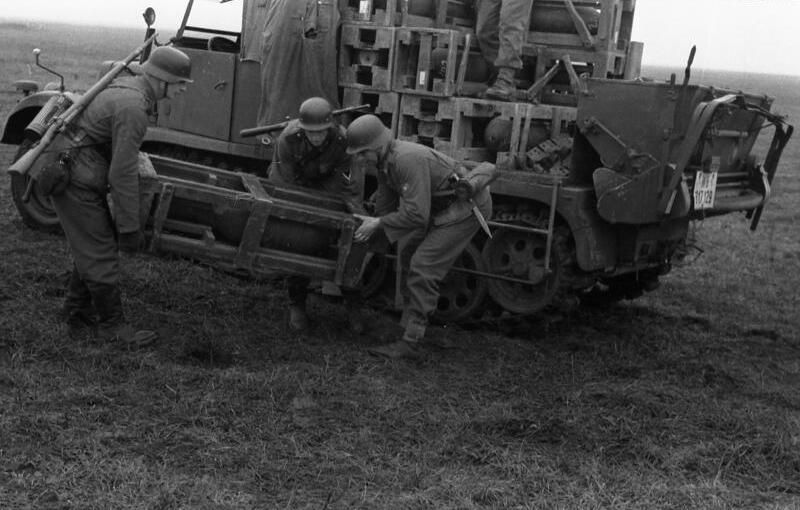
28/32公分41年式噴煙者發射架
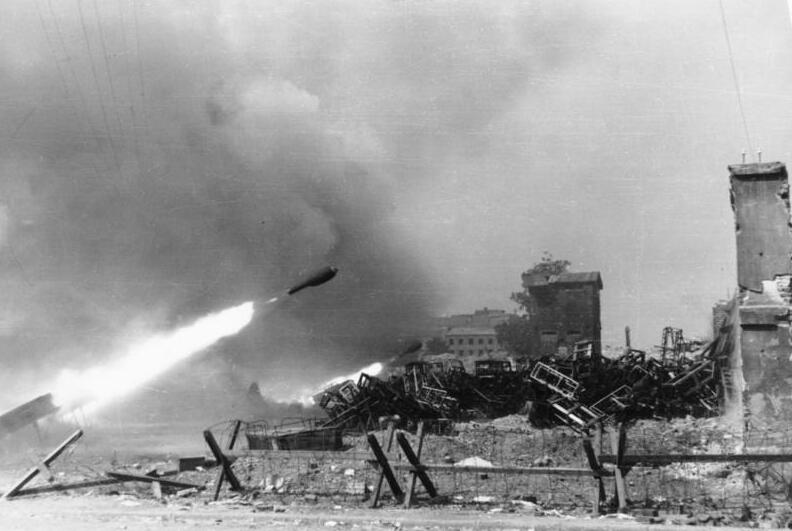
華沙起義中佔用的28/32公分41年式噴煙者
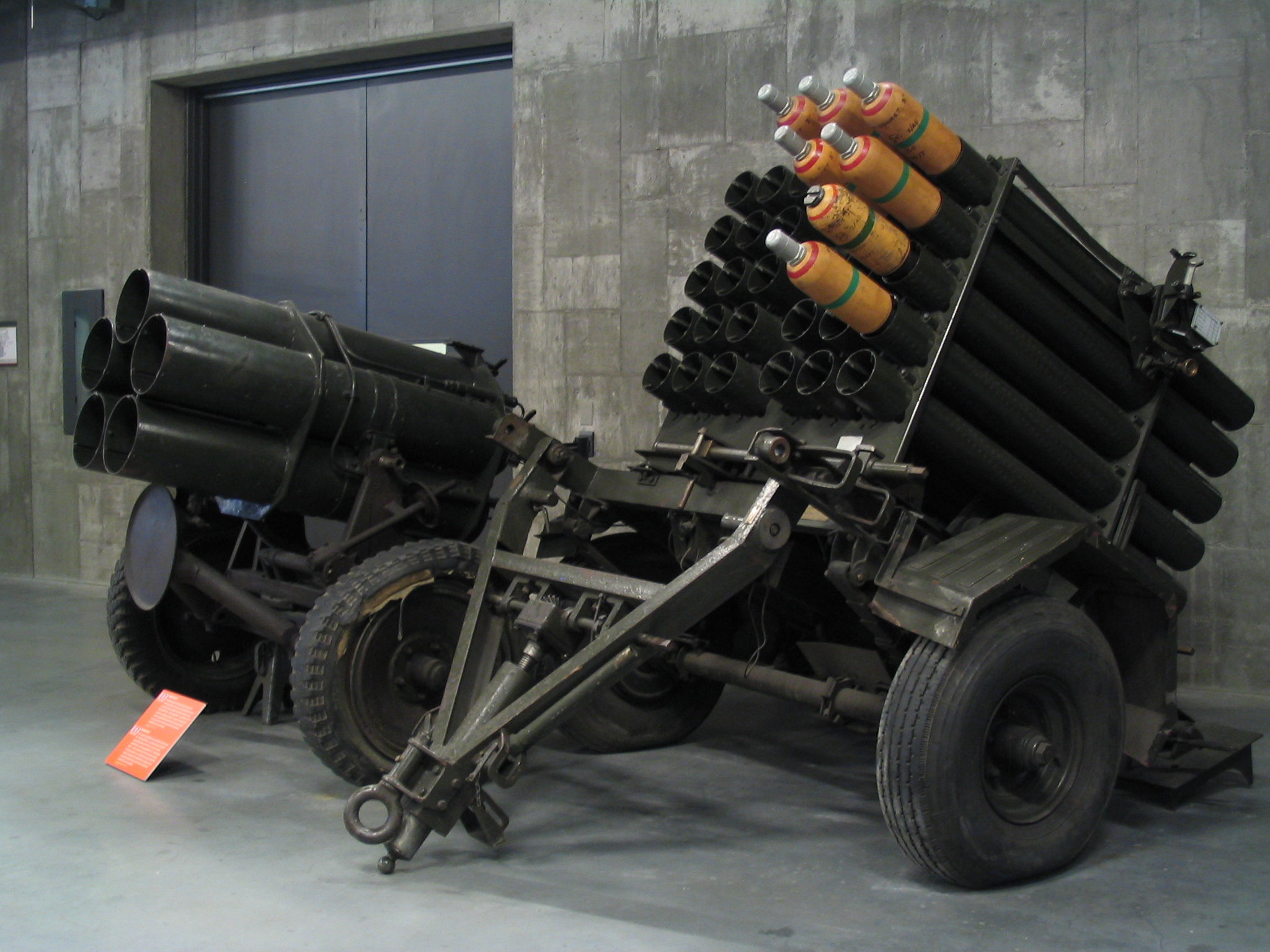
21公分42年式噴煙者（左）與英軍的墊式多管火箭炮（右）

## 同類系統
- 卡秋莎火箭炮
- T34希神多管火箭炮